# Benedicció (Museu de Granollers)
Benedicció és una pintura sobre tela de grans dimensions i d'origen desconegut que es conserva actualment al Museu de Granollers.

## Origen
De l'obra, se'n desconeix la forma i el moment d'ingrés al Museu de Granollers, tot i que ja figura registrada en l'inventari del 1946. L'any 2008 va ser restaurada amb el suport de l'Oficina de Patrimoni Cultural de la Diputació de Barcelona, en el marc de la Xarxa de Museus Locals de la Diputació de Barcelona.

## Descripció
Pintura a l'oli sobre tela de grans dimensions, que relata una escena familiar al voltant d'una benedicció. L'acció té lloc dins una casa noble, aparentment d'àmbit rural. En el fons de l'estança s'intueix un gran mirall cornucòpia i una xemeneia de pedra amb un escut nobiliari al centre, il·legible, com també rajols de terracota que dibuixen el terra.
En el centre, hi ha una taula parada amb estovalles i un gran ram de flors i fruites, i al peus d'aquesta un assortit de verdures en exposició fàcilment identificables: carabassa, pastanagues, apis, tomàquets.... Al voltant de la taula es troben els diferents personatges.
A la dreta, s'hi retrata una família: dempeus, el pare, la mare i el fill, probablement l'hereu,
en actitud orant; asseguda en una cadira de braços tornejada i amb els peus reposant en un escambell, hi ha una àvia; i, davant el grup familiar, una nena aguanta i ofereix una safata plena de figues. A la banda esquerra, ocupant una mica més de la meitat del quadre, un frare, vestit amb roquet i estola, amb la mà dreta alçada, beneeix amb el salpasser els béns exposats. La seva mà esquerra es recolza sobre un gran llibre sostingut per un altre frare franciscà, vestit amb
l'hàbit propi d'aquesta comunitat.
Darrere, un escolà aguanta la creu processional i amb la mà esquerra sosté la caldereta de beneir. Darrere seu, tancant la composició, hi ha un gos amb collar.
El joc de les mirades de cada personatge també és remarcable: la nena està absorta, amb la mirada baixa, mentre que la resta de família es concentra en l'acció del frare que beneeix, mentre mira cap al cel. L'altre frare, per contra, és l'únic que mira directament l'espectador, mentre
que l'escolà, d'esquena, sembla que acabi de girar la vista vers una porta entreoberta
per la qual s'escola un raig intens de llum.

## Anàlisi
L'obra té un marcat caràcter de retrat, un intent d'immortalitzar un moment important que reuneix tota la família: la benedicció dels béns i fruits de la terra. Una tradició que entronca amb el salpàs, la benedicció de les cases amb aigua i sal que tenia lloc per Pasqua, tot i que en aquest cas l'acció s'esdevé al final d'agost, a jutjar per les verdures i fruits que hi són presents. D'autor desconegut, se situa la pintura vers el 1830 segons la indumentària, tant masculina com femenina, que encaixa perfectament amb la moda romàntica.
A nivell pictòric, resulta curiós el diferent tractament, d'una banda, dels personatges de la família, amb una execució més tosca, i de l'altra, una major habilitat en la representació dels frares i la figura de l'escolà, on la pinzellada adquireix major espontaneïtat. Una apreciació que, si bé podria portar a parlar de dues mans, segur que permet situar l'obra en un moment en què la tradició barroca, arcaïtzant, es manté encara en focus rurals i allunyats de Barcelona, on ja triomfava el nou estil neoclàssic.